# Робер де Жюльяк

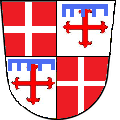
Герб де Жюльяка

Робер де Жюльяк (фран.Robert de Juilly; ? — 10 августа  1376, Родос) – 31-й Великий магистр ордена Святого Иоанна в 1374–1376 гг.
Дворянин из Иль-де-Франс.  В юности вступил в орден госпитальеров. Начало деятельности связано с герцогством Бургундии.
Первое письменное упоминание относится к 1352 году, когда Робера назначили командором Серизера и Кулура (Северная Бургундия). С 1355 года – командор Сент-Вобура. В 1358 году назначен командором Фландрии.
В 1362 году назначен большим приором Франции. В 1363 г. провёл  провинциальный капитул госпитальеров Франции. С 1364 годуа – советник французского короля Карла V.
В 1370 году стал генеральным помощником, викарием Парижской епархии. В 1374 году избран новым великим магистром ордена госпитальеров, при этом лично не присутствовал на Генеральном капитуле в Авиньоне. 
В январе 1375 г. отправился на о. Родос. Не обнаружил военного дарования и сил в противостоянии с мусульманскими властителями. Так, в 1375 году не решился оказать какую-либо помощь Левону VI, королю Армении, которого атаковали войска Мамлюцкого султаната. В 1376 году откликнулся на призыв генерального викария афинского герцогства, по защите от нападения османов. Госпитальеры стали готовиться к новому крестовому походу, сорвавшемуся из-за новой войны Генуи и Венеции.